# Robsonius rabori
A Robsonius rabori a verébalakúak (Passeriformes) rendjébe, ezen belül a tücsökmadárfélék (Locustellidae) családjába és a Robsonius nembe tartozó faj. 20-22 centiméter hosszú. A Fülöp-szigetekhez tartozó Luzon-sziget északi részének nedves trópusi erdőiben él, a tengerparttól 1300 méteres tengerszint fölötti magasságig. Többnyire gerinctelenekkel táplálkozik. Sebezhető, állománya folyamatosan csökken életterületének beszűkülése miatt.

## Fordítás
- Ez a szócikk részben vagy egészben  a   Cordillera ground warbler című angol Wikipédia-szócikk fordításán alapul.  Az eredeti cikk szerkesztőit annak laptörténete sorolja fel. Ez a jelzés csupán a megfogalmazás eredetét és a szerzői jogokat jelzi, nem szolgál a cikkben szereplő információk forrásmegjelöléseként.